# Nardostachys jatamansi

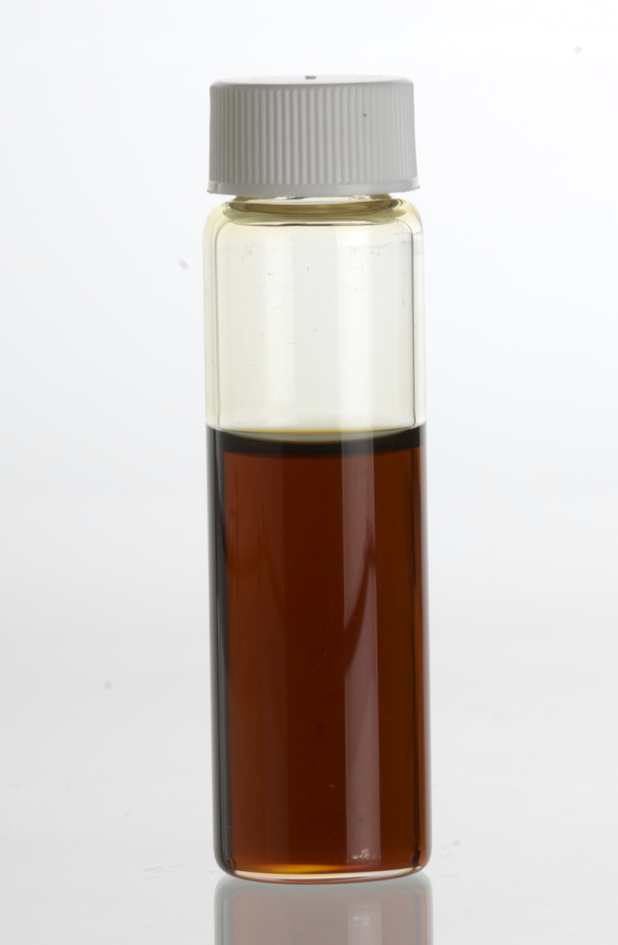
Vial conteniendo aceite de nardo

Nardostachys jatamansi, llamado popularmente nardo, es una especie de la antigua familia Valerianaceae, ahora incluida en Caprifoliaceae, que crece en los Himalayas de Nepal, así como en la región norte de la India y China.

## Descripción
Alcanza hasta un metro de altura y tiene flores rosadas y acampanadas. De sus rizomas se extrae un aceite esencial ambarado y muy aromático el cual es usado como perfume, incienso, sedante, y en la herbología. La Lavandula también fue conocida en la antigua Grecia como nardo, en referencia a la ciudad siria Naarda.

## Uso en la antigüedad
El perfume de nardo ha sido muy apreciado y cotizado desde la antigüedad. En la Biblia se relata que cuando Jesús de Nazaret asistió a una cena en la casa de Simón el leproso, María, la hermana de Lázaro (Juan 12 :1-3), demostró su devoción por él tomando  una libra de perfume de nardo genuino de un frasco de alabastro y le ungió la cabeza y los pies con el mismo. Esta acción provocó la ira de Judas Iscariote quien dijo que podría haber sido vendido el perfume en 300 denarios para ayudar a los pobres.

## Fitoquímica
Los componentes químicos de Nardostachys jatamansi han sido ensayados en un número de diferentes estudios. Estos compuestos incluyen:
- acaciina
- ácido ursólico
- octacosanol
- kanshone A
- nardosinonediol
- nardosinona
- aristolen-9beta-ol
- ácido oleanólico
- beta-sitosterol

## Taxonomía
Nardostachys jatamansi fue descrita por (D.Don) DC. y publicado en Prodromus Systematis Naturalis Regni Vegetabilis 4: 624. 1830.
Sinonimia
- Nardostachys grandiflora DC.
- Patrinia jatamansi D. Don basónimo[4]

## Lecturas recomendadas
- Dalby, Andrew: "Spikenard", en Alan Davidson: The Oxford companion to food, segunda edición de Tom Jaine. Oxford: Oxford University Press, 2006. ISBN 0-19-280681-5.